# 唐好辰
唐好辰（1994年2月21日—），生于河南省郑州市，是中國的前女子网球运动员。她曾参加2010年新加坡青奥会，联同郑赛赛获得女子双打项目的金牌。